# 브랜던 배스
브랜던 새뮤얼 배스(Brandon Samuel Bass, 1985년 4월 30일 ~ )는 미국 프로농구 보스턴 셀틱스의 선수이며, 포지션은 파워포워드이다. 뛰어난 미들슛과 자유투 능력을 보유한 선수이다.

## NBA 경력

### 보스턴 셀틱스 (2011년~현재)
2011년, 배스는 보스턴 셀틱스와 계약에 성공한다. 2012년 올스타 브레이크 이후 팀 동료 케빈 가넷이 센터로 포지션을 전향한 후, 주전 파워포워드 자리를 꿰찬 그는 정확한 미들슛을 앞세워 활약한다.